# Cuori tra le nuvole
Cuori tra le nuvole (titolo originale: Schmetterlinge im Bauch) è una soap opera tedesca prodotta dal 2006 al 2007.

Interpreti principali sono Alissa Jung, Raphaël Vogt e Sonja Gerhardt.
In Italia, è stata trasmessa da Canale 5 dal 16 aprile 2007 al 14 settembre, dal lunedì al venerdì alle 16.15. Dal 4 giugno 2007 la soap è in onda alle 17.40, per poi essere anticipata nel corso dell'estate prima alle 16.20 e poi alle 15.45 fino alla sua conclusione, avvenuta il 14 settembre 2007.
La soap è stata trasmessa in Germania dall'emittente Sat.1 con ascolti molto bassi mentre in Italia ha ottenuto un discreto successo.
Il titolo originale della soap opera, Schmetterlinge im Bauch, significa letteralmente "Farfalle in pancia" ed è un modo di dire per indicare lo stato di innamoramento.
La sigla della trasmissione è cantata da Corinne Marchini (precedentemente protagonista della sesta edizione di Amici di Maria De Filippi).
Dal 12 maggio al 2 novembre 2010 Cuori tra le nuvole è stata riproposta su La5 dalle ore 09:20 alle ore 09:50